# کماندوهای هیولایی (مجموعه تلویزیونی)
کماندوهای هیولایی (انگلیسی: Creature Commandos) یک مجموعه تلویزیونی پویانمایی بزرگسالان آمریکایی بر پایهٔ دی‌سی کامیکس است و در آن تیمی با همین نام حضور دارند. این مجموعه به‌دست دی‌سی استودیوز و برادران وارنر انیمیشن ساخته شده است و نخستین قسمت در دنیای دی‌سی (DCU) محسوب می‌شود. داستان این مجموعه بر روی یک تیم عملیات پنهانی از هیولاها که به‌دست آماندا والر گرد هم آمده‌اند متمرکز است. همهٔ هفت قسمت توسط خالق مجموعه جیمز گان نوشته شده‌ است و دین لوری به‌عنوان شورانر و ایو «بالاک» بیگرل به‌عنوان کارگردان ناظر فعالیت کرده‌اند. ایندیرا وارما، شان گان، آلن تودیک، زوئی چائو، دیوید هاربر و فرانک گریلو در این مجموعه ایفای نقش کرده‌اند.
پس از اینکه جیمز گان و پیتر سفرن در اکتبر ۲۰۲۲ به‌عنوان مدیرعاملان مشترک دی‌سی استودیوز انتخاب شدند، آن‌ها در ژانویهٔ ۲۰۲۳ کماندوهای هیولایی را معرفی کردند. ساخت مجموعه تا آن زمان آغاز شده بود و مراحل گزینش بازیگران در حال انجام بود. بازیگران در آوریل همان سال اعلام شدند. پویانمایی این مجموعه بر عهدهٔ Bobbypills و Studio IAM بود.
کماندوهای هیولایی نخستین بار در ۵ دسامبر ۲۰۲۴ در سرویس استریم مکس به نمایش درآمد. این مجموعه نقدهای مثبتی از سوی منتقدان دریافت کرد. این مجموعه نخستین مدخل در بخش یکم دنیای دی‌سی: خدایان و هیولاها محسوب می‌شود. این مجموعه در دسامبر ۲۰۲۴ برای فصل دوم تمدید شد.

## خلاصه داستان
داستان مجموعه دو سال پس از رخدادهای جوخه انتحار (۲۰۲۱) و پس از وقایع فصل نخست پیس‌میکر (۲۰۲۲) جریان دارد؛ آماندا والر دیگر نمی‌تواند مانند جوخه انتحار و پیس‌میکر جان انسان‌ها را برای عملیات‌های مخفیانه‌اش به خطر بیندازد. در عوض، او یک تیم عملیات مخفیانه از هیولاها به‌نام کماندوهای هیولایی به رهبری ژنرال ریک فلگ سینیور جمع‌آوری می‌کند.

## بازیگران
- ایندیرا وارما
- شان گان
- آلن تودیک
- زوئی چائو
- دیوید هاربر
- فرانک گریلو
- ماریا باکالوا
- آنیا چالوترا
- وایولا دیویس
- استیو ایجی
- پیتر سرافیناویچ
- بنجامین بایرون دیویس
- مایکل روکر
- گرگ هنری
- لیندا کاردلینی
- یولیان کوستوف

## قسمت‌ها
| شم. | عنوان                | کارگردان | نویسنده  | تاریخ پخش اصلی |
| --- | -------------------- | -------- | -------- | -------------- |
| ۱   | «دل‌درد»              | مت پیترز | جیمز گان | ۵ دسامبر ۲۰۲۴  |
| ۲   | «گردن‌بند کهربا»      | سام لیو  | جیمز گان | ۵ دسامبر ۲۰۲۴  |
| ۳   | «‫به سلامتی آدم حلبی» | مت پیترز | جیمز گان | ۱۲ دسامبر ۲۰۲۴ |
| ۴   | «‫دنبال کردن سنجاب»   | سم لیو   | جیمز گان | ۱۹ دسامبر ۲۰۲۴ |
| ۵   | «دیگ آهنی»           | مت پیترز | جیمز گان | ۲۶ دسامبر ۲۰۲۴ |
| ۶   | «رفیق اسکلتی»        | سم لیو   | جیمز گان | ۲ ژانویه ۲۰۲۵  |
| ۷   | «هیولایی خیلی مضحک»  | مت پیترز | جیمز گان | ۹ ژانویه ۲۰۲۵  |

## پخش
دو قسمت نخست کماندوهای هیولایی در ۵ دسامبر ۲۰۲۴ در سرویس استریم مکس نمایش داده شد. پنج قسمت دیگر تا ۹ ژانویه ۲۰۲۵ به‌صورت هفتگی منتشر شدند. این نخستین مدخل در بخش یکم دنیای دی‌سی: خدایان و هیولاها به‌شمار می‌رود.

## بازخورد
نقدهای کماندوهای هیولایی مثبت بودند. در وبگاه جمع‌آوری نقد راتن تومیتوز، ٪۹۵ از ۳۹ بررسی منتقدان مثبت است، و میانگینِ امتیاز آن ۷٫۹۰/۱۰ است. اجماع این وبگاه چنین می‌نویسد: «کماندو های هیولایی با داشتن تمایل به امضای نویسنده جیمز گان به طنز دیوانه‌وار و شخصیت‌های دوست‌داشتنی، نشان‌دهندهٔ آغاز به کار مساعد برای دنیای دی‌سی است.» این فیلم در متاکریتیک که از میانگین وزنی استفاده می‌کند، بر اساس نظر ۱۲ منتقدین امتیاز ۷۴ از ۱۰۰ را کسب کرده که نشان‌گر «نقدهای عموماً مطلوب» است.